# Albert Alberg
Olof Albert Wilhelm Alberg, ursprungligen Ahlborg, född 17 augusti 1838 i Västerås, död 18 februari 1924 i Eskilstuna Fors församling, Södermanlands län, var en svensk-brittisk skådespelare, teaterchef och författare.

## Biografi
Alberg föddes i Västerås den 17 augusti 1838. Föräldrarna var fältkamreraren Olof Gustaf Ahlborg och Agnes Katarina Almgren, äldsta syster till sidenfabrikören Knut Almgren i Stockholm. Han började sin bana som handelsexpedit, men reste vid tjugo års ålder till Londonderry i Irland och lärde sig på kort tid att tala och skriva engelska. Hans stora dröm var att bli skådespelare, och efter att i Glasgow i Skottland ha förkovrat sig ytterligare i språket och studerat den sceniska konsten, debuterade han år 1862 på Adelphi Theatre i Birmingham, varefter han under flera år uppträdde i en mängd engelska städer. Från år 1865 kallade han sig Alberg, eftersom engelsmännen hade svårt att uttala Ahlborg. Vid ett besök i Sverige 1865 fick han tillfälle att debutera på Kungliga Teatern i titelrollen i Othello, men debuten ledde inte till något engagemang, och han var dessutom redan engagerad vid Royal Theatre i Swansea i Wales.
Åren 1868–1876 var han bosatt i Östergötland och där ingick han den 14 mars 1871 äktenskap med Eva Söderberg, dotter till klädesfabrikören Per Söderberg i Norrköping. Under dessa åtta år höll han föreläsningar och uppläsningar i olika städer i Sverige. Vid ett tillfälle sammanträffade han då på en ångbåtsresa i Mälaren med Ludvig Josephson, och lyckades intressera denne för en plan att grunda ett hem för ålderstigna sceniska artister. Denna plan sattes snart i verket så till vida att en fond, kallad De sceniska artisternas hem, bildades i januari 1875. Fonden ombildades tolv år senare till De sceniska artisternas understödsfond.
Sommaren 1876 hyrde Alberg Djurgårdsteatern och hade då med utstyrselstycket Jorden runt på 80 dagar en storartad framgång. Själv uppträdde han i detta stycke som den excentriske engelsmannen Phileas Fogg. Men då han följande sommar fortsatte på samma scen med ett annat effektstycke, På hafvets botten, vände  lyckan. Han fortsatte dock även sommaren 1878 på Djurgårdsteatern, men utan framgång, och hans teaterföretag i Stockholm slutade med ruin, och han förlorade hela sin förmögenhet. Mellan andra och tredje Djurgårdsteatersäsongen hyrde han, vintern 1877–1878, Ladugårdslandsteatern, som under dessa månader fick namnet Bijouteatern. Även detta företag gick dock illa. Albert Alberg, som vid början av sitt Djurgårdsteaterföretag blev berömd för den praktfulla uppsättningen av Jorden runt, blev sedermera, då han under de följande somrarna inte hade samma framgång, hånad och förlöjligad.
År 1879 återvände han till England och slog sig på litterär verksamhet, vilket han även tidigare hade ägnat sig åt i ganska stor omfattning. Vintern 1885–1886 höll han åter uppläsningar i Stockholm. År 1889 flyttade han till Chicago, där han idkade en omfattande skriftställarverksamhet samtidigt som han ägnade sig åt scenisk verksamhet. Under många år var han instruktör för de svenska teatersällskap som i Chicago var engagerade av Svenska Nationalförbundet, och som en erkänsla för vad han där uträttat och för allt vad han hade gjort för att göra Sverige och dess konst och litteratur känd, fick han våren 1905 sig beviljad en avskedsrecett, då Sudermanns Ära för första gången uppfördes på svenska i USA. Sedan återvände han till Sverige, där han bosatte sig i Mellösa i Södermanland. Han avled år 1924.